# 台湾青年社
台湾青年社（たいわんせいねんしゃ）は1960年2月28日、明治大学講師であった王育徳らを中心に日本で結成された団体。雑誌『台湾青年』を発行した。のちに台湾青年会への改称を経て台湾青年独立連盟となり、1970年の台湾独立聯盟（略称: WUFI、のちの台湾独立建国連盟）設立に参加して合流した。

## 概要
1949年、王育徳は25歳で台湾から日本へ亡命。東京大学文学部支那哲学科に復学し、その後、学部、大学院修士課程、博士課程を修了。言語学の面から台湾のアイデンティティーを確立、証明するため台湾語を研究し、在学中の1957年に『台湾語常用語彙』を出版した。
王育徳は大学院博士課程修了を待って、1960年（昭和35年）に台湾青年社を設立し、日本に留学している台湾人留学生の啓蒙運動と、日本人に対する国際宣伝活動を展開した。台湾独立を主張するため、日本語版『台湾青年』を隔月刊で創刊し、宣伝活動に従事した（第10号からは月刊。2002年、通巻500号をもって停刊）。創立当時のメンバーは王育徳のほかに黄昭堂、廖春栄、蔡季霖、黄永純、傅金泉で、その多くが台湾での王育徳の台南第一中学教師時代の教え子であった。初期の参加者としてはほかに許世楷、張国興、周英明、金美齢、林啓旭、侯栄邦らの台湾人留学生、および宗像隆幸（ペンネーム宋重陽）が挙げられる。1963年、王育徳は『台湾 : 苦悶するその歴史』（弘文堂）を公刊し、台湾独立の正当性を歴史的見地、国際法的見地、社会学的見地から主張した。
台湾青年社は日本語版の雑誌『台湾青年』の他にも、「独立通訊」、『Formosan Quarterly』、漢文版『台湾青年』、日文版・月刊『台湾』などを通して台湾国内での啓蒙、宣伝活動を展開した。設立3年目の1963年5月に台湾青年会へ改称し留学生運動を展開し、さらに1965年9月に台湾青年独立連盟へと改称した。雑誌発行の他にも、デモなどの行動で台湾独立をアピールし、国連に対し台湾自決への支持を訴えた。
1970年1月1日、それぞれ個別に活動していたアメリカの全米台湾独立聯盟（UFAI）、ヨーロッパの欧州台湾独立聯盟、カナダの台湾人権委員会、台湾島内の地下組織・台湾自由聯盟を糾合して、アメリカに総本部を置く台湾独立聯盟（英: World United Formosans for Independence、略称: WUFI。初代主席は蔡同榮）を組織し、合流した。雑誌『台湾青年』も、第110号（1970年1月号、台湾独立連盟成立特集）より台湾独立連盟が発行所となり、「《台湾青年》は台湾独立連盟の機関誌である。」と明記された。